# Lawkananda
Le Lawkananda (parfois transcrit Lokananda, littéralement « joie du monde ») est un zedi (stûpa) situé à Bagan, en Birmanie. Construit en 1059, durant le règne du roi Anawrahta, il montre des influences du Sri Lanka et contient une réplique, offerte par des bonzes de cette île, d'une relique de dent du Bouddha.
Le 24 mai 2003, une nouvelle couronne ornée de joyaux (hti) a été hissée à son sommet.